# ゲイリー・ルイス&ザ・プレイボーイズ
ゲイリー・ルイス&ザ・プレイボーイズ（Gary Lewis & the Playboys）は、アメリカのポップ・ロック・バンド。コメディアンのジェリー・ルイスの息子ゲイリー・ルイスを中心に結成され、1965年にシングル『恋のダイアモンド・リング 』でメジャーデビューした。

## 来歴
1964年夏、プロデューサーのスナッフ・ギャレットにより見出される。
1965年1月にアル・クーパー作曲、レオン・ラッセル編曲の『恋のダイアモンド・リング』でデビューし、ビルボードで2週連続一位、キャッシュボックスでも一位を獲得する。また、同年のキャッシュボックス誌選定「男性ボーカリスト・オブ・ザ・イヤー」をボーカルのゲイリー・ルイスがエルビス・プレスリーやフランク・シナトラを抑えて受賞する。
以降、1965年から1966年のビルボードにおいて、計7曲のトップ10入りを記録する。
1967年1月、ゲイリーが米軍に召集され、韓国駐留の第8軍やベトナムのダナン航空基地の事務員として任務する。
1968年、ブライアン・ハイランドのカバー曲『涙のくちづけ』がビルボード19位を記録するも、ベトナム戦争後に様変わりした世相の影響でヒット曲が出ず、1970年に解散する。
2004年、新メンバーを加え再結成。
2012年、新曲『You Can't Go Back』をリリースする。